# Kanton Pessac-1
Der Kanton Pessac-1 ist seit 1982 ein französischer Wahlkreis im Arrondissement Bordeaux, im Département Gironde und in der Region Nouvelle-Aquitaine; sein Hauptort ist Pessac. 

## Gemeinden
Der Kanton besteht aus drei Gemeinden und Gemeindeteilen mit insgesamt 56.162 Einwohnern (Stand: 1. Januar 2022) auf einer Gesamtfläche von 141,08 km²:
| Gemeinde        | Einwohner 1. Januar 2022 | Fläche km² | Dichte Einw./km² | Code INSEE | Postleitzahl |
| --------------- | ------------------------ | ---------- | ---------------- | ---------- | ------------ |
| Canéjan         | 5.836                    | 12,00      | 486              | 33090      | 33610        |
| Cestas          | 16.757                   | 99,57      | 168              | 33122      | 33610        |
| Pessac          | 33.569                   | 29,51      | 1.138            | 33318      | 33600        |
| Kanton Pessac-1 | 56.162                   | 141,08     | 398              | 3323       | –            |

1. ↑   Nur der südwestliche Teil der Gemeinde, der Rest gehört zum Kanton Pessac-2.

Bis zur landesweiten Neuordnung der französischen Kantone im März 2015 gehörte zum Kanton Pessac-1 nur ein Teil der Gemeinde Pessac. Er besaß vor 2015 einen anderen INSEE-Code als heute, nämlich 3335.